# Moral de Hornuez
Moral de Hornuez és un municipi de la província de Segòvia, a la comunitat autònoma de Castella i Lleó. Limita amb Campo de San Pedro i Maderuelo a l'est, Cilleruelo de San Mamés i Cedillo de la Torre al Sur, Pradales a l'oest i Villaverde de Montejo i Valdevacas de Montejo al Nord.